# Vail (Arizona)
Vail és una concentració de població designada pel cens dels Estats Units a l'estat d'Arizona. Segons el cens del 2000 tenia 2.484 habitants.

## Demografia
Segons el cens del 2000, Vail tenia 2.484 habitants, 842 habitatges, i 675 famílies La densitat de població era de 52,7 habitants/km².
Dels 842 habitatges en un 43,2% hi vivien nens de menys de 18 anys, en un 69,2% hi vivien parelles casades, en un 6,8% dones solteres, i en un 19,8% no eren unitats familiars. En el 14% dels habitatges hi vivien persones soles l'1,8% de les quals corresponia a persones de 65 anys o més que vivien soles. El nombre mitjà de persones vivint en cada habitatge era de 2,95 i el nombre mitjà de persones que vivien en cada família era de 3,25.
Per edats la població es repartia de la següent manera: un 31,8% tenia menys de 18 anys, un 5,6% entre 18 i 24, un 33,3% entre 25 i 44, un 23,6% de 45 a 60 i un 5,8% 65 anys o més.
L'edat mediana era de 35 anys. Per cada 100 dones de 18 o més anys hi havia 101,3 homes.
La renda mediana per habitatge era de 46.202 $ i la renda mediana per família de 53.958 $. Els homes tenien una renda mediana de 37.418 $ mentre que les dones 28.594 $. La renda per capita de la població era de 19.892 $. Aproximadament el 6,1% de les famílies i el 6,3% de la població estaven per davall del llindar de pobresa.

## Poblacions més a prop
El següent diagrama mostra les poblacions més a prop.